# 824

## Догађаји
- Википедија:Непознат датум — Владавина династије Абасида у Багдаду.

- Победа Хурамита у Азербејџану. Мутазилизам је постао државна идеологија.
- Словени и Хазари су заузели земље које су припадале Аварима. Печенези које су ангажовали Јудео-Хазари потиснули су Аваре назад у доњи ток реке Дњепар.
- 9. јун — Џуна је постао 53. цар Јапана, владајући до 22. марта 833. године.
- Баски су поново победили Франке у клисури Ронсево.
- Ињиго Ариста се побунио против Франака и формирао Краљевство Навара са центром у Памплони.
- Побуна Бретонаца против Франака, брутално угушена од стране Луја Побожног.
- 8. јун — Папа Евгеније II постао је папа и служио је до 27. августа 827. године.
- Луј I Побожни је поставио свог сталног представника у Рим да контролише Евгенија II.

## Смрти
- Википедија:Непознат датум — Свети Никита Исповедник - хришћански светитељ
- Папа Паскал I
- Абу Убаида